# Cabarroguis
Cabarroguis (Bayan ng  Cabarroguis) es un municipio filipino de tercera categoría perteneciente a  la provincia de Quirino en la Región Administrativa de Valle del Cagayán, también denominada Región II. Este municipio es capital de la provincia. La cabecera municipal se encuentra en el Barangay de Zamora.

## Geografía
Tiene una extensión superficial de 260.20 km² y según el censo del 2007, contaba con una población de 28.024 habitantes y 5.336 hogares; 29.395 habitantes el día primero de mayo de 2010
Limita al norte, noroeste y noreste con los municipios de Diffun y Saguday; al este y sureste con el municipio de Aglipay; al sur con los municipios de Maddela y Nagtipunan; y al oeste con la provincia de Nueva Vizcaya. Está a unos 12 kilómetros del límite provincial entre la provincia de Quirino e Isabela en barangay San Antonio de Diffun.

### Barangayes
Cabarroguis se divide administrativamente en 17 barangayes o barrios, 13 de  carácter rural y los 4 restantes de carácter  urbano: Gundaway, Mangandingay, San Marcos y Zamora, su capital. 
| - Banuar - Burgos - Calaocan - Del Pilar - Dibibi - Eden | - Gundaway (Población) - Mangandingay (Población) - San Marcos - Villamor - Zamora - Villarose | - Villa Peña (Capellangan) - Dingasan - Tucod - Gómez - Santo Domingo |

## Historia
Cabarroguis es una vasta zona boscosa que formaba parte de los municipios de Saguday, Diffun y Aglipay. Territorio ocupada originalmente por los Aetas,  considerados como negritos, por su pelo rizado, su pequeña estatura, la pequeña nariz y los ojos marrones oscuros. Estos nómadas fueron expulsados por los ilongotes. Más tarde llegaron a asentarse de modo permanente Ilocanos y tagalos en los barrios de Zamora, Banuar, Burgos, Del Pilar, Dibibi, Eden, Villamor y los  sitios de:
- Villapena, Villarose, Tucod, Calaocan y Dingasan en el municipio de Aglipay
- Barrios de San Marcos, Gundaway y la parte de Mangandingay en el municipio de Diffun.
- La otra parte de Mangandingay en el municipio de Saguday.

Estos barrios de diferentes municipios se convirtieron en la jurisdicción territorial de Cabarroguis, nuevo municipio credao en 1969 y cuyo nombre recuerda al congresista de Nueva Vizcaya, León Cabarroguis.
En las elecciones municipales de 1971 fue elegido su primer alcalde, Anastacio de la Peña El Barangay Mangandingay se convirtió en la sede temporal del gobierno municipal. Después, bajo el mandato de Dumayas Diomedes  la sede se trasladó al Barangay Zamora.

## Política
Su Alcalde (Mayor) es Avelino N. Agustín, Jr.

## Fiestas locales
- El festival Ginnamuluan se celebra todos los años entre los días 19 a 21 del mes de  junio.